# Maid of the Mist (Legende)
Die Legende der Maid of the Mist ist eine angebliche Legende der Irokesen, die in der Nähe der Niagarafälle lebten. Popularisiert wurde sie durch die gleichnamige Bootstour an den Fällen. Die Legende, die Mitte des 19. Jahrhunderts von weißen Amerikanern erfunden wurde, erzählt in verschiedenen Varianten, wie eine Irokesen-Frau mit ihrem Kanu über die Niagarafälle stürzte.
Vermutlich geht sie auf eine andere Geschichte zurück, die unter weißen Pelzhändlern in den 1750ern kursierte, nach der ein Irokese mit seinem Kanu die Fälle hinabstürzte. Im 19. Jahrhundert passte sich die Legende dem Zeitgeschmack und den Wünschen nach Romantik und Abenteuer an und fand ihre moderne Form.
Die erste schriftliche Erwähnung der Maid of the Mist erfolgte 1850 in Burke’s Descriptive Guide als The White Canoe: An Indian Legend. Burkes Version ist dabei nicht frei von sexuellen Anspielungen, die für ein viktorianisches Publikum geeignet waren. Ein Jahr später tauchte die Geschichte in einem anthropologischen Werk, Lewis Henry Morgans League of the Ho-de-no-sau-nee or Irqoquis auf. Der Inhalt der Legende passt jedoch nicht zur Überlieferung der Irokesen. So existierte keine Zwangsheirat bei den Irokesen und eine Trennung bei unglücklicher Ehe war für beide Partner einfach möglich. Die Heirat selbst war in der matrilinearen Gesellschaft der Irokesen weit weniger von Bedeutung als in der amerikanischen Gesellschaft des 19. Jahrhunderts. Die „sexy suizidale Squaw“ hingegen war in der weißen amerikanischen Vorstellungswelt des 19. Jahrhunderts ein fester Typus, der in zahlreichen Büchern und Bühnenstücken in immer neuen Variationen wieder aufgeführt wurde.
Nach der populärsten Version der Legende floh die Irokesen-Jungfrau Lelwala mit ihrem Birkenkanu über die Niagarafälle, da sie den Tod einem unglücklichen Leben durch eine Zwangsheirat vorzog. Anstatt zu sterben, wurde sie jedoch von dem Irokesengott He-no gerettet, den sie dann heiratete. Angeblich kann man die Frau gelegentlich im Sprühnebel der Niagarafälle sehen. Die bekannteste literarische Aufarbeitung ist das 1881 erschienene Gedicht The White Canoe: A Legend of the Niagara Falls von Rosanne Eleanor Leprohon. Daneben gibt es eine Variante der Geschichte, in der die Maid Opfer eines Menschenopfer ist und eine Dritte, in der sie Selbstmord begeht, weil sie dreifache Witwe ist. Obwohl alle drei Variationen der Legende auf Burke zurückgehen, wird die letzte oft als „authentische“ und „politisch korrekte“ Version bezeichnet und beispielsweise im IMAX-Film, der seit 1986 an den Niagarafällen läuft, gezeigt.
Nicht nur gab die Legende den Booten der Maid of the Mist ihren Namen, auch wurde sie auf allen Touren – in der Menschenopferversion – durch die Lautsprecher verkündet, während sich das Boot den Horseshoe Falls näherte. Erst eine Kampagne der Seneca, die sich nicht länger als Betreiber von Menschenopfern dargestellt wissen wollten, führte im Jahr 1996 dazu, dass die Maid of the Mist Corporation das Legendenerzählen einstellte.